# Misanthrope (Band)
Misanthrope ist eine französische Death-Metal-Band aus La Ferté-sous-Jouarre, die im Jahr 1988 gegründet wurde. Der Name der Band wurde aus Molières Stück Le Misanthrope ou l’Atrabilaire amoureux übernommen.

## Geschichte
Die Band wurde im Herbst 1988 vom Gitarristen und Sänger Phillipe „S.A.S.“ de l'Argilière gegründet. Nach mehreren Besetzungswechseln und der Veröffentlichung einer Split-Veröffentlichung zusammen mit Torturer im Jahr 1991 sowie der beiden Alben Variation on Inductive Theories (1993) und Miracles: Totem Taboo (1994), kam der Bassist Jean-Jacques Moréac zur Besetzung. Das dritte Album 1666…Theatre Bizarre erschien im Jahr 1995. Der Titel bezieht sich auf das Erschaffungsjahr von Molières Stück Le Misanthrope ou l’Atrabilaire amoureux. Im September desselben Jahres stieß der Gitarrist und Keyboarder Jean-Baptiste Boitel zur Band. Im Februar 1997 nahm die Band ihr nächstes Album Visionnaire im schwedischen Studio Fredman auf. Das Album erschien im Jahr 1997. Im selben Studio und in derselben Besetzung nahm die Gruppe auch ihr nächstes Album Libertine Humiliations auf, das im Jahr 1998 folgte. In Japan erschien das Album im April 1999, wobei der Tonträger zwei Bonuslieder enthielt. Im Mai 1999 hielt die Band ihre erste Tour ab, wobei sie von ihren Labelkollegen Septic Flesh und Natron begleitet wurde. Die Tournee dauert zwei Wochen an und fand in Belgien, den Niederlanden und Frankreich statt. Hierfür kam Frantz-Xavier Boscher als Gitarrist zur Band, sodass sich de l'Argilière komplett auf den Gesang konzentrieren konnte. Im März 2000 erschien die 3-CD-Kompilation Recueil d'Écueils: Les Épaves… et Autres Oeuvres Interdites, die eine Auflage von 1793 Stück hatte. Hierauf waren unter anderem 13 bisher unveröffentlichte Aufnahmen enthalten, die im Zeitraum von 1994 bis 2000 aufgenommen worden waren. Danach trat die Band bei diversen Festivals auf, wobei die Gruppe unter anderem zusammen mit Bands wie Angra, Dimmu Borgir, Gamma Ray und Cradle of Filth spielte. Innerhalb von fünf Monaten arbeitete die Band an ihrem nächsten Album Misanthrope Immortel, das im Jahr 2000 erschien. Das nächste Album erschien im Jahr 2003 unter dem Namen Sadistic Sex Daemon, das von Anssi Kippo (Children of Bodom, To/Die/For) produziert wurde. Mit IrremeDIABLE (2008) und Ænigma Mystica (2013) schlossen sich danach zwei weitere Alben an. Während dieser Zeit spielte die Band zudem weitere Konzerte und trat dabei unter anderem in den Jahren 2008 und 2013 auf dem Summer Breeze auf.

## Stil
Laut Eduardo Rivadavia von Allmusic singt die Band sowohl auf Französisch als auch auf Deutsch. Die Musik sei progressiver Death Metal, wobei die Gruppe mehr zur Progressivität als zum Death Metal tendiere. Robert Müller vom Metal Hammer zeigte sich von Misanthropes Anteil auf der Split-Veröffentlichung mit Torturer wenig beeindruckt. Die Musik sei gewöhnlicher Death Metal und „besteht im Wesentlichen aus ziemlich sinnlos anmutenden Double Bass-Gepolter mit absoluten Allerweltsriffs, und wenn dann mal ein vielversprechendes Break auftaucht, so wird es gleich mit nihilistischem Sologewinsel zugekleistert“. Laut Müller mischte die Band auf Libertine Humiliations eine Mischung aus modernem und klassischem Death Metal. Auf dem Album gebe es ein Gitarrenlead, das an Helloween erinnere, während ein Refrain Erinnerungen an In Flames wachrufe. Stefan Müller vom Metal Hammer ordnete auf Misanthrope Immortel die Band dem Black Metal zu. Das Keyboard auf dem Album erinnere an Dimmu Borgir, während Melodien und Harmonien Parallelen zu Children of Bodom aufwiesen. Die Bandmitglieder würden ihre Instrumente auf vergleichsweise überdurchschnittlich hohem Niveau spielen würden. Für Wolf-Rüdiger Mühlmann vom Rock Hard ist Misanthrope Gothic Metal der besonderen Art. Den Begriff Death Metal halte er zwar wegen zaghafter Anklänge für erwähnenswert, aber nicht zutreffend. Breda Maßmann, ebenfalls für das Rock Hard tätig, beschreibt das Album Immortel ausführlich als „einen musikalischen Highspeed-Cocktail aus ultra-rasenden Heavy-Riffs inklusive vermehrter Soli, eskalierenden Drums, blitzartigen Orchestral-Elementen und Keyboard-Splittern“. „Melodie“, „Dramatik“ und „Hymnenhaftigkeit“ zählt sie auf der Positivseite auf, während sie auf der Negativseite „Kitsch-Epik“ stehen hat. Der Vergleich mit Cradle of Filth, jedoch in einer Lightversion, sei ihr am sympathischsten. Laut Martin Wickler vom Metal Hammer würde die Band auf Sadistic Sex Daemon wie auch auf den Vorgängern schon eine Mischung aus Black-, Thrash-, Death- und melodischem Metal spielen. Auf dem Album würden „[e]in paar Blast-Beats hier, etwas groovende Riffs dort, dynamische Songs und die eine oder andere verspielte Instrumentalpassage […] zum Zuhören ein[laden]“.

## Diskografie
- Inductive Theories (Demo, 1989, Eigenveröffentlichung)
- Crisis of Soul (Demo, 1990, Eigenveröffentlichung)
- Hater of Mankind / Kingdom of the Dark (Split mit Torturer, 1991, Infest Records)
- Variation on Inductive Theories (Album, 1993, Holy Records)
- And Forget… (Split mit Mordor und Shud, 1993, Incense Records)
- Miracles: Totem Taboo (Album, 1994, Holy Records)
- 1666…Theatre Bizarre (Album, 1995, Holy Records)
- Visionnaire (Album, 1997, Holy Records)
- Libertine Humiliations (Album, 1998, Holy Records)
- Recueil d’Écueils: Les Épaves… et Autres Oeuvres Interdites (Kompilation, 2000, Holy Records)
- Misanthrope Immortel (Album, 2000, Holy Records, Neuauflage 2021)
- Sadistic Sex Daemon (Album, 2003, Holy Records)
- Misanthro-Thérapie: 15 Années d'Analyse (Kompilation, 2004, Holy Records)
- Metal Hurlant (Album, 2005, Holy Records)
- The Holy Party (Split-DVD mit Supuration, Trepalium und Garwall, 2005, Holy Records)
- IrremeDIABLE (Album, 2008, Holy Records)
- Lumières et Obscurité EP (EP, 2012, Eigenveröffentlichung)
- Ænigma Mystica (Album, 2013, Holy Records)
- ΑXΩ (Alpha X Omega : Le Magistère de l'Abnégation, Album, 2017, Holy Records)
- Bâtisseur de cathédrales : Les fissures de l'édifice (EP 2020, Holy Records)

## Auszeichnungen
Misanthrope wurde 1999 von den Lesern der Zeitschrift Hard'N'Heavy und 2000 von den Lesern der Hard Rock Mag zur besten französischen Metalband gewählt.